# بيت النسر (ذي السفال)

تعديل مصدري - تعديل

بيت النسر محلة تابعة لقرية الموسطة، التابعة لعزلة الحبلة بمديرية ذي السفال إحدى مديريات محافظة إب في الجمهورية اليمنية، بلغ تعداد سكانها 88 حسب تعداد اليمن لعام 2004.